# Hotel Victoria Angkor
 (avril 2025).
Motif : Beaucoup de conditionnel dans cet article. l'article porte sur une possible affaire financière pas sur l'hotel en lui-même ou alors les trois quart de la page sont hors sujet...
- Archive Wikiwix
- Bing
- Cairn
- DuckDuckGo
- E. Universalis
- Gallica
- Google
- G. Books
- G. News
- G. Scholar
- Persée
- Qwant
- (zh) Baidu
- (ru) Yandex

| 1. | Préciser le motif de la pose du bandeau. | Précisez le motif de la pose du bandeau en utilisant la syntaxe suivante : {{admissibilité à vérifier\|date=mai 2025\|motif=remplacez ce texte par le motif}}                              |
| 2. | Informer les utilisateurs concernés.     | Pensez à avertir le créateur de l'article, par exemple, en insérant le code ci-dessous sur sa page de discussion : {{subst:avertissement admissibilité à vérifier\|Hotel Victoria Angkor}} |

Le Victoria Angkor est un hôtel de luxe de 130 chambres situé au Cambodge, dans la ville de Siem Rap. Lieu emblématique, il fait l’objet d’une guerre d’actionnaires français, et d’une enquête du Parquet National Financier ainsi que du pôle anti-corruption de Nanterre.

## Descriptif
Construit en 2001, à l’ombre du site archéologique des temples d’Angkor, au Cambodge, le palace Victoria Angkor est réputé pour être l’un des joyaux hôteliers du pays. C’est un hôtel luxueux de 130 chambres, au cœur de Siem Reap, au Cambodge. Une architecture coloniale avec piscine d’eau salée et restaurant gastronomique. La base idéale pour aller visiter, à vingt minutes de route, le site des temples d’Angkor, classé au patrimoine mondial de l’Unesco.
Le Victoria Angkor ferait partie de ces lieux emblématiques, propices aux discussions feutrées comme aux rencontres impromptues, où, aux quatre coins du monde, les espions se plaisent à se retrouver. Les grandes coursives, le parc boisé et la piscine de l’hotel de standing, ont l’habitude de voir se presser des diplomates plus ou moins discrets et des hommes d’affaires venus du monde entier.

## Histoire

### Propriétaire
Le Victoria Angkor appartient au holding Victoria Invest, dont le siège est à Paris. Côté à Paris, le holding, un temps détenu par le financier Jean François Henin, est plus connu sous le nom de EMM (Électricité et Eaux de Madagascar). Le palace serait valorisé à 40 millions d’euros, soit le double de la capitalisation boursière du holding. Selon Mediapart, « la pépite du Victoria Angkor, valorisable à plus de 70 millions d’euros avant le Covid».

### Guerre d’actionnaires et enquêtes des policiers anti-corruption
L’hotel serait source d’un conflit enragé entre trois protagonistes. Le premier est François Gontier, président et actionnaire de 2000 à 2017, connu pour ses coups d’éclat notamment chez Eurotunnel, comme pour ses démêlés avec la justice. Il aurait investi un temps dans la presse. Le deuxième acteur est Guy Wyser-Pratte, le célèbre activiste franco-américain qui s’est fait notamment connaître en tentant de secouer la gouvernance de Lagardère il y a quelques années . Comparse puis meilleur ennemi de François Gontier, il est entré au capital d’EEM au printemps 2010, tentant alors d’en prendre le contrôle, en vain. En 2013, il est épinglé par l’AMF pour délit d’initié et écope d’une amende de 1,3 million d’euros ce qui ne l’a pas empêché de présider brièvement EEM en 2017.  Le troisième intervenant s’appelle Valéry Le Helloco. Cet homme d’affaires, actif en Europe comme en Afrique, est président de Viktoria Invest depuis quelques mois seulement, mais ses liens avec la société remontent à la fin des années 2000.